# Валтер фон Хаймбах
Валтер фон Хаймбах (на немски: Walter von Heimbach; † сл. 1172) е господар на замък Хенгенбах в Хаймбах в Айфел в района на Кьолн в Северен Рейн-Вестфалия и фогт на „Св. Мартин“ в Кьолн.

## Произход
Той е син на Херман фон Хаймбах/Хенгебах († сл. 1147), фогт на „Св. Мартин“ в Кьолн и Фусених, и съпругата му Петриса († сл. 1147).
Териториите на Хаймбах и Юлих са обединени от правнукът му граф Вилхелм IV фон Юлих († 16 март 1278).

## Фамилия
Първи брак: има един син:
- Валтер II фон Хаймбах († пр. 1172), баща на дъщеря, омъжена за Ремболд фон Хахен, фогт на Графшафт († сл. 1202)

Втори брак: има един син:
- Еберхард II фон Хенгенбах († сл. 1217/1218), господар на Хенгенбах/Хенгебах, фогт на Хофен, женен ок. 1170 г. за Юдит (Юта) фон Юлих († сл. 1190/1218), наследничка на Юлих, баща на граф Вилхелм III фон Юлих († 1218 при Дамиета).[3]